# Tenosique
Tenosique de Pino Suárez is een stad in de Mexicaanse deelstaat Tabasco. Tenosique heeft 31.392 inwoners en is de hoofdplaats van de gemeente Tenosique.
Tenosique is al zeker sinds 1000 v. Chr. bewoond. Tenosique was de geboorteplaats van José María Pino Suárez, vicepresident van Mexico van 1911 tot 1913. Tenosique bevindt zich op 59 kilometer van de grens met Guatemala en is een van de belangrijkste doorgangsplaatsen voor (illegale) migranten uit Centraal-Amerika.